# Bulbostylis ciliatifolia
Bulbostylis ciliatifolia là một loài thực vật có hoa trong họ Cói. Loài này được (Elliott) Fernald mô tả khoa học đầu tiên năm 1938.